# Пери Уайт
Пери Уайт (на английски: Perry White) е измислен герой, който се появява в комиксите за Супермен и е главен редактор на метрополиския вестник „Дейли Планет“.
Пери е известен с това, че е буен и креслив, както и че е напълно стриктен редактор. Често е чуван да крещи: „Велики дух на Цезар!“ когато е ядосан, раздразнен или изненадан. Пери също не харесва да бъде наричан „шефе“ и обикновено отговаря, като изкрещява: „Не ме наричай шефе!“ - често в отговор на коментарите на Джими Олсън.
Другата определяща черта на Пери е пристрастеността му към пушенето на пури; но в комиксите за Супермен от 90-те години на 20 век той спира да го прави, главно заради сюжетна линия, в която Пери преминава през лечение на рак на белия дроб.
Също като Джими Олсън и Лоис Лейн, Пери е известен с това, че познава Супермен.
Пери Уайт е женен за Алис Уайт.